# Lorenz Petersen (Ratsherr)
Lorenz Petersen († 2. September 1668 in Lübeck) war Ratsherr der Hansestadt Lübeck.

## Leben
Lorenz Petersen war Sohn des Lübecker Ratsherrn Johann Petersen. Er war Gewandschneider in Lübeck und 1664 Vorsteher des Waisenhauses. Er wurde 1666 nach dem Kassarezess in den Lübecker Rat gewählt. Er gehörte zu den wenigen Ratsherren, die aus dieser Berufsgruppe in den Rat erwählt wurden.
Petersen war verheiratet mit einer Tochter des Lübecker Kaufmanns Gerhard Reuter. Er wurde in der Lübecker Marienkirche bestattet, wo seine Wappengrabplatte (ehemals vor den Stufen des Hochaltars) samt Inschrift dokumentiert ist.